# Umkhonto we Sizwe
Umkhonto weSizwe (del xhosa, zulú y ndebele Lanza de la Nación), abreviado como MK, conocido en español como La Lanza de la Nación, fue un grupo paramilitar y brazo armado del Congreso Nacional Africano en la lucha contra el régimen racista del apartheid en Sudáfrica y fue fundada por Nelson Mandela a raíz de la masacre de Sharpeville. Creada en 1960, La Lanza de la Nación llegó a contar con 11.000 miembros.
Después de advertir al gobierno de Sudáfrica en junio de 1961 de su intención de resistir nuevos actos de terrorismo instituido por el gobierno si el gobierno no tomaba medidas hacia la reforma constitucional y aumentaba los derechos políticos, uMkhonto we Sizwe lanzó sus primeros ataques contra instalaciones gubernamentales el 16 de diciembre de 1961. Posteriormente fue clasificado como una organización terrorista por el gobierno sudafricano y prohibido.
Durante un tiempo tuvo su sede en Rivonia, entonces rural pero ahora un suburbio próspero de Johannesburgo. El 11 de julio de 1963, 19 líderes del ANC y uMkhonto we Sizwe, incluidos Arthur Goldreich y Walter Sisulu, fueron arrestados en Liliesleaf Farm, Rivonia. La granja era propiedad privada de Arthur Goldreich y se compró con fondos del Partido Comunista Sudafricano y del ANC, ya que los no blancos no podían poseer una propiedad en esa área bajo la Ley de Áreas Grupales. A esto le siguió el Proceso de Rivonia, en el que 10 líderes del ANC fueron juzgados por 221 actos militantes diseñados para "fomentar una revolución violenta". Wilton Mkwayi, jefe de uMkhonto we Sizwe en ese momento, escapó durante el juicio.
La organización fue disuelta formalmente en una ceremonia en el Estadio de Orlando en Soweto, Gauteng, el 16 de diciembre de 1993, aunque la lucha armada había sido suspendida anteriormente, durante las negociaciones para poner fin al apartheid.

## Motivaciones
Según Nelson Mandela, todos los miembros fundadores de uMkhonto we Sizwe, incluido él mismo, también eran miembros del ANC. En su discurso "Estoy dispuesto a morir", pronunciado al concluir el Juicio de Rivonia, Mandela describió las motivaciones que llevaron a la formación de uMkhonto we Sizwe:
A principios de junio de 1961, después de una larga y ansiosa evaluación de la situación en Sudáfrica, algunos colegas y yo llegamos a la conclusión de que, como la violencia en este país era inevitable, sería poco realista y equivocada para los líderes africanos. seguir predicando la paz y la no violencia en un momento en que el gobierno respondía con fuerza a nuestras demandas pacíficas.
No fue fácil llegar a esta conclusión. Sólo cuando todo lo demás falló, cuando se nos cerraron todos los canales de protesta pacífica, se tomó la decisión de embarcarnos en formas violentas de lucha política y formar uMkhonto we Sizwe. No lo hicimos porque deseáramos ese camino, sino únicamente porque el gobierno no nos había dejado otra opción. En el Manifiesto de uMkhonto publicado el 16 de diciembre de 1961, que es la prueba AD, decíamos:
Llega un momento en la vida de cualquier nación en el que sólo quedan dos opciones: someterse o luchar. Ese momento ha llegado ahora a Sudáfrica. No nos someteremos y no tenemos más remedio que devolver el golpe con todos los medios a nuestro alcance en defensa de nuestro pueblo, nuestro futuro y nuestra libertad.

En primer lugar, creíamos que, como resultado de la política gubernamental, la violencia del pueblo africano se había vuelto inevitable y que, a menos que se diera un liderazgo responsable para canalizar y controlar los sentimientos de nuestro pueblo, habría estallidos de terrorismo que producirían una intensidad de Amargura y hostilidad entre las diversas razas de este país que no se produce ni siquiera con la guerra. En segundo lugar, sentimos que sin violencia no habría manera para que el pueblo africano tuviera éxito en su lucha contra el principio de la supremacía blanca. Todas las formas legales de expresar oposición a este principio habían sido cerradas por la legislación, y estábamos colocados en una posición en la que teníamos que aceptar un estado permanente de inferioridad o asumir el gobierno. Elegimos desafiar la ley. Primero violamos la ley de una manera que evitó cualquier recurso a la violencia; cuando se legisló contra esta forma y luego el Gobierno recurrió a una demostración de fuerza para aplastar la oposición a sus políticas, sólo entonces decidimos responder con violencia.
El manifiesto al que se refiere Mandela, presentado por la fiscalía en su juicio como prueba ,
incluyó las declaraciones:
Nuestros hombres son luchadores por la libertad armados y entrenados, no "terroristas". Estamos luchando por la democracia, el gobierno de la mayoría, el derecho de los africanos a gobernar África. Estamos luchando por una Sudáfrica en la que habrá paz, armonía e igualdad de derechos para todas las personas. No somos racialistas como lo son los opresores blancos. El Congreso Nacional Africano tiene un mensaje de libertad para todos los que viven en nuestro país.
El objetivo era actuar sólo contra objetivos duros como torres de energía y evitar lesiones o pérdida de vidas.

## Estructura
En los aproximadamente seis meses transcurridos entre la decisión de formar la organización (junio) y los primeros actos de sabotaje (diciembre), el alto mando del MK estableció comandos regionales en los centros principales. Las personas elegidas para formar parte de estos comandos lo fueron por poseer las habilidades técnicas o militares necesarias o por ser miembros de organizaciones de la Alianza del Congreso.

### Comando central (general)
- Nelson Mandela
- Walter Sisulu
- Joe Slovo
- Raymond Mhlaba (desde 1962)
- Wilton Mkwayi (desde 1963)

### Comando de Johannesburgo (posteriormente Transvaal)
- Jack Hodgson[16]
- Ahmed Kathrada
- Denis Goldberg
- Arthur Goldreich

### Comando de Natal
- Curnick Ndlovu[17]
- Ronnie Kasrils (desde 1963)

### Comando del Cabo Occidental
- Looksmart Ngudle[18]
- Fred Carneson

### Comando de Explosivos
- Jack Hodgson[16]
- Harold Strachan (desde 1962)

### Comandantesex officio
- Lambert Moloi (desde 1964)
- Joe Modise (desde 1964)
- Tom Sebina (desde 1964)

## Campaña doméstica

### Años 1960–años 1970
En junio de 1961, Mandela envió una carta a los periódicos sudafricanos advirtiendo al gobierno que se lanzaría una campaña de sabotaje a menos que el gobierno aceptara convocar una convención constitucional nacional. Seis meses después, el 16 de diciembre de 1961, Mandela lideró a uMkhonto weSizwe en el lanzamiento de su campaña.
El primer objetivo saboteado fue una subestación eléctrica. A esto le siguieron muchos más actos de sabotaje durante un año y medio, incluyendo ataques a puestos gubernamentales, maquinaria e instalaciones eléctricas, e incendios de cultivos. En el juicio de Rivonia, el gobierno los acusó de cometer 193 actos de sabotaje en total.
Las opiniones en el CNA estaban divididas sobre la viabilidad de lanzar una campaña militar. Por esta razón, MK no se asoció públicamente con el CNA al principio. Sus ataques iniciales se caracterizaron por su simplicidad, lo que reflejaba la falta de entrenamiento militar de los guerrilleros y el hecho de que, si bien muchos blancos contaban con entrenamiento militar, la mayoría no había prestado servicio desde la Segunda Guerra Mundial. El Estado respondió con leyes que permitían la detención sin juicio y un poder ilimitado para prohibir organizaciones, además de establecer organizaciones de inteligencia militar y civil.
MK comenzó a planificar una campaña llamada "Operación O Mayibuye", u "Operación Mayibuye", desde Liliesleaf Farm. 
El Portal del Patrimonio Sudafricano describe cómo lograron reunirse allí:

"Goldreich y Harold Wolpe, abogado, utilizaron fondos del Partido Comunista Sudafricano para comprar la Granja Liliesleaf en Rivonia en 1961 y usarla como lugar de reunión secreto. La vida secreta de los revolucionarios en Liliesleaf tuvo un breve florecimiento; los años clave fueron de 1961 a mediados de 1963. Arthur Goldreich vivía como inquilino de Liliesleaf con su entonces esposa, Hazel, y sus dos hijos, Nicholas y Paul. Eran blancos, el "color adecuado" para pertenecer a Rivonia, por lo que su presencia no llamaba la atención; era la tapadera perfecta... Las dependencias de la granja se convirtieron en el hogar de varios miembros negros clave del CNA que se hicieron pasar por "sirvientes" de la familia blanca Goldreich. Allí, los líderes de una revolución anhelada desarrollaron un plan de guerra de guerrillas (Operación Mayibuye) con su propia imprenta y una radiotransmisora secreta."
En 1962, Mandela viajó a Argelia, Egipto y Ghana para conseguir apoyo internacional para el grupo. En diciembre de 1962, Looksmart Ngudle y Denis Goldberg ayudaron a organizar un campo de entrenamiento en Mamre, a las afueras de Ciudad del Cabo, reconocido posteriormente como el primer centro de entrenamiento de MK en Sudáfrica. Sin embargo, tuvo que abandonarse prematuramente debido al interés de la Policía de Seguridad.
La falta de familiaridad con las necesidades del trabajo militar encubierto y la dependencia de líderes de alto perfil como Nelson Mandela]] contribuyeron a que el estado sudafricano pudiera capturar al liderazgo de la organización en su sede de Rivonia, a las afueras de Johannesburg, a finales de 1962. Esto neutralizó eficazmente a la MK en Sudáfrica durante la década siguiente. Sin embargo, la organización se había consolidado (y su relación clave como parte disciplinada del CNA) y no desapareció.
Los primeros años de la década de 1970 marcaron un punto bajo para el CNA en muchos sentidos, incluso en el ámbito militar. Los intentos de reconstruir uMkhonto weSizwe en Sudáfrica resultaron en numerosas bajas, aunque, como señala el Military History Journal, algunos miembros, como Chris Hani, lograron pasar desapercibidos durante un largo periodo. Mientras tanto, los cuadros del MK tuvieron acceso a una creciente gama de oportunidades de entrenamiento militar en Argelia, Egipto, la Unión Soviética y otros países del bloque comunista.
El levantamiento de Soweto de 1976 provocó un gran éxodo de jóvenes negros, hombres y mujeres. Ansiosos por contraatacar al régimen del apartheid, cruzaron la frontera a Rodesia para recibir entrenamiento militar. Esto permitió a uMkhonto weSizwe reconstruir un ejército capaz de atacar objetivos prestigiosos como las refinerías de Sasolburg. El 24 de febrero de 1977, una bomba explotó en la comisaría de policía de Daveyton, Gauteng, causando solo daños superficiales. El 14 de diciembre, la guerrilla atacó la comisaría de policía de Germiston. El 10 de marzo de 1978, una bomba explotó frente a las oficinas del edificio de Asuntos Bantúes en Puerto Elizabeth, matando a un civil e hiriendo a otros tres.
El 21 de agosto de 1978, B. Mayeza, miembro del personal de la Oficina de Seguridad del Estado, fue asesinado a tiros en Umlazi, Durban. El 9 de diciembre de 1978, una explosión dañó gravemente el edificio del Consejo Comunitario de Soweto.
El 14 de enero, siete miembros se enfrentaron con la Policía Sudafricana (SAP) cerca de Zeerust. Un miembro fue capturado y los demás escaparon por la frontera con Botsuana. El 23 de enero, una explosión dañó la vía férrea cerca de New Canada, Gauteng. Al día siguiente, se encontró y desactivó una gran cantidad de explosivos en la línea, entre Fort Beaufort y King William's Town, Cabo Oriental. En febrero, el sargento Benjamin Letlako, miembro de la División Especial de la Policía, fue asesinado a tiros en Katlehong. El 15 de abril, se descubrió y desactivó un dispositivo improvisado en una vía férrea cerca de Soweto. El 5 de mayo, los guerrilleros abrieron fuego en la comisaría de Moroka, matando a un policía y hiriendo a otros tres y tres civiles más también fueron heridos.
A continuación, se encontró un artefacto explosivo en una vía férrea en Transvaal Oriental. El 15 de noviembre, miembros del MK atacaron la estación SAP de Orlando, dejando dos oficiales muertos y otros dos heridos. Ese mismo día, la casa del teniente Magezi Ngobeni de la SAP Special Branch fue atacada con granadas, dejando cinco niños heridos. El mes siguiente, una explosión dañó una vía férrea cerca de Alice, Cabo Oriental.

### Años 80´s: Bombazos

#### Primeros ataques de la década
El 4 de enero de 1980, la  estación SAP de Morebeng fue atacada con un artefacto explosivo, dejando a un oficial herido. Días después, miembros del MK tomaron 25 rehenes en un banco en Pretoria, el siguiente enfrentamiento entre fuerzas de seguridad y miembros del MK dejó cinco muertos (tres atacantes) y aproximadamente 20 heridos. En marzo, MK mató a tiros a dos oficiales en Bofutatsuana.

Lista de ataques atribuidos a MK y compilada por el Comité de Resistencia a la Guerra de Sudáfrica (COSAWR) entre 1980 y 1983.

En junio de 1980, miembros del MK atacaron la comisaría de policía de Booysens, dejando a dos agentes heridos. En el año 2000, el Comisión para la verdad y la reconciliación (CVR) otorgó una amnistía por el ataque. En la noche del 31 de mayo al 1 de junio, miembros del MK atacaron dos plantas de petróleo de carbón Sasol, dejando importantes daños materiales.
Hubo una pausa hasta el 21 de abril de 1981, cuando el MK atacó una subestación en Durban con minas lapa. Durante este período, los ataques con explosivos continuaron. El 29 de octubre, se reportó un ataque con granadas contra la comisaría de policía de West Rand, provincia de Gauteng. Al día siguiente, el MK atacó al Cónsul de la Casa de Transkei con explosivos, dejando sólo daños materiales. El 21 de noviembre, miembros del MK mataron a tiros a un oficial en Chiawelo, Soweto.
El 27 de mayo, el MK se atribuyó otro atentado en Durban, destruyendo un edificio de reclutamiento de las Fuerza de Defensa de Sudáfrica. En junio de ese mismo año, el MK se atribuyó el ataque incendiario contra la sede del Partido Federal Progresista, que causó daños materiales, el abandono de una mina lapa en un depósito de combustible en Alberton, East Rand, así como otros sabotajes a ferrocarriles. El 21 de julio, se reportó un ataque a una planta eléctrica en Pretoria, con al menos seis explosiones registradas en tres instalaciones. El 11 de agosto, miembros del MK atacaron la base militar de Voortrekker en Pretoria con lanzagranadas. El 1 de noviembre, miembros del MK atacaron un puesto fronterizo con Suazilandia, ocupado por las Fuerzas de Defensa Sudafricanas (SADF), que fue destruido por un ataque con cohetes y granadas. Días después, se atribuyen atentados contra subestaciones en Pretoria, entre el 12 y el 14 de octubre.
El 7 de enero de 1982, MK intentó atacar la Junta de Administración de West Rand, Soweto. En las semanas siguientes se produjeron ataques con explosivos contra oficinas administrativas. El 28 de mayo, MK se atribuyó la responsabilidad del ataque a un depósito de combustible y un transformador de energía en Hectorspruit, provincia de Mpumalanga. En junio, MK atacó las vías férreas en Durban, y detonó un explosivo en las oficinas del Consejo Presidencial, dejando un civil muerto. El 28 de junio, el MK atacó las vías férreas en Vryheid y Scheepersnek. El 5 de junio, las bombas MK matan a una persona cuando el explosivo explota en un ascensor en las oficinas del Consejo de Presidentes en Ciudad del Cabo. Semanas después, dos bombas causan graves daños en la estación de tren, la estación de bombeo, las tiendas y los vehículos de Scheepersnek. Una triple explosión se produce en las oficinas de la administración de Drakensberg en Pietermaritzburgo.
El 8 de noviembre, un dispositivo improvisado causa daños importantes en el depósito de almacenamiento de combustible de Mobil en Mkuze. Días después, militantes del MK utilizan RPG-7 para atacar una comisaría rural y una guarnición temporal del Ejército Sudafricano en Tonga.

##### Atentado de Atentado de Church Street de 1983
El 20 de mayo de 1983, un atentado con coche bomba contra la calle Church street dejó como saldo 19 muertos y 217 heridos, siendo el peor ataque del grupo en su historia, el objetivo del ataque era la sede de la Fuerza Aérea Sudafricana.

##### Atentado de Amanzimtoti de 1985
En 1985, durante el atentado de Amanzimtoti en la costa sur de KwaZulu-Natal, cinco civiles murieron y 40 resultaron heridos cuando Andrew Sibusiso Zondo, miembro de uMkhonto weSizwe que detonó un explosivo en un contenedor de basura de un centro comercial poco antes de Navidad. En una presentación ante la Comisión de la Verdad y la Reconciliación (CVR), el Congreso Nacional Africano (CNA) declaró que la acción de Zondo, aunque comprensible como respuesta a una reciente incursión de las Fuerzas de Defensa Sudafricanas (FDS) en Lesoto, no se ajustaba a la política del CNA. Zondo fue ejecutado en 1986.

##### Atentado de Durban de 1986
En el atentado con bomba en la playa de Durban de 1986, una bomba detonó en un bar, matando a tres civiles e hiriendo a 69. Robert McBride fue condenado a muerte por este atentado, conocido como el "Atentado del Bar Magoo".  McBride recibió amnistía y ascendió a oficial de policía.

##### Atentados ed Johannesburgo
El 20 de mayo de 1987, una explosión de coche bomba frente a un tribunal de Johannesburgo mató a tres policías e hirió a otros 15; un tribunal de Newcastle había sido atacado de forma similar el año anterior, hiriendo a 24. También en 1987, una bomba explotó en un centro de mando militar en Johannesburgo, matando a una persona e hiriendo a 68.

### Campaña con minas (1985-1987)
De 1985 a 1987, el MK llevó a cabo una campaña para colocar trampas con minas antitanque en caminos rurales en lo que entonces era el Transvaal Norte. Esta táctica se abandonó debido a la alta tasa de víctimas civiles, especialmente entre los trabajadores negros. El Congreso Nacional Africano (CNA) estimó que hubo 30 explosiones de minas terrestres que causaron 23 muertes, mientras que el gobierno presentó una cifra de 57 explosiones que causaron 25 muertes.

### Conclusiones de la Comisión de la Verdad y la Reconciliación
La Comisión de la Verdad y la Reconciliación concluyó que el uso de la tortura por parte de uMkhonto weSizwe era "habitual", al igual que las ejecuciones "sin el debido proceso" en los campos de detención del Congreso Nacional Africano. Esto fue particularmente cierto en el período de 1979 a 1989, aunque la tortura no era una política oficial del CNA. Calificó el atentado de Durban como una "grave violación de los derechos humanos". 
La CVR también señaló en su informe que, si bien «el CNA, durante el conflicto, contravino los Protocolos de Ginebra y fue responsable de la comisión de graves violaciones de los derechos humanos… de las tres partes principales del conflicto [sudafricano], solo el CNA se comprometió a observar los principios de los Protocolos de Ginebra y, en general, a conducir la lucha armada de conformidad con el derecho internacional humanitario».

## Actividades militares extranjeras

### Angola

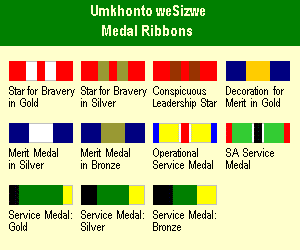
Cintas de condecoraciones y medallas otorgadas a veteranos de Umkhonto weSizwe en Sudáfrica

En enero de 1969, la CNA declaró su solidaridad con el Movimiento Popular para la Liberación de Angola (MPLA) y mantuvo estrechas relaciones militares con dicho partido, que entonces participaba en la Guerra de Independencia de Angola. Ambos movimientos se vieron envueltos en una amistad práctica e ideológica debido a sus vínculos compartidos con la Unión Soviética a través de los partidos comunistas de sus respectivas naciones. En la Primera Conferencia Internacional de Solidaridad con los Pueblos Combatientes de África Austral y las Colonias Portuguesas, organizada por la Organización de Solidaridad de los Pueblos Afroasiáticos y el Consejo Mundial de la Paz, el MPLA y el CNA firmaron una alianza militar formal junto con la Organización del Pueblo de África del Sudoeste (SWAPO), la Unión Popular Africana de Zimbabue (ZAPU) y el Partido Africano para la Independencia de Guinea y Cabo Verde (PAIGC). Esta alianza se conoció como la Alianza de Jartum.
La alianza ANC-MPLA adquirió una nueva importancia a mediados de la década de 1970 con la independencia de Angola. Después de consolidar el poder con el apoyo cubano, el MPLA otorgó al MK permiso para establecer instalaciones de entrenamiento en Angola. La principal base del MK en Angola estaba ubicada en Novo Catengue, donde asesores militares cubanos entrenaban a grupos de hasta 500 reclutas. Entre 1976 y 1979, más de 1000 guerrilleros del MK fueron entrenados en Novo Catengue. En reconocimiento al papel de Cuba en la supervisión del programa de entrenamiento, el tercer grupo del MK en graduarse se denominó "Destacamento Moncada". También se establecieron varios campos de entrenamiento del MK más pequeños en toda Angola, concretamente en Quibaxe. Además de Cuba, la Unión Soviética también contribuyó con algunos instructores a petición de Oliver Tambo; entre 1976 y 1991, 200 militares soviéticos sirvieron en varios campamentos del MK en Angola como personal de entrenamiento.

La presencia del CNA y la MK en Angola reavivó su alianza con la SWAPO y su propio brazo armado, el Ejército Popular de Liberación de Namibia (EPL). El EPL y la MK compartían frecuentemente instalaciones en Angola y coordinaban el transporte de suministros y material bélico.
En 1984, hubo una serie de motines en los campamentos angoleños de MK que fueron reprimidos por el Mbokodo, el servicio de seguridad interna del CNA. Durante este tiempo, el CNA detuvo y ejecutó a varios disidentes del MK sospechosos de subversión o deslealtad. En un caso, los amotinados asesinaron a miembros del CNA y, tras la represión del motín, siete amotinados fueron ejecutados (las ejecuciones posteriores solo se detuvieron tras la intervención personal de Oliver Tambo).
La presencia del MK en Angola inevitablemente la envolvió en la guerra civil angoleña. En agosto de 1983, un batallón del MK fue desplegado contra los insurgentes de la Unión Nacional para la Independencia Total de Angola (UNITA) cerca de Kibashe. En 1986, tres batallones de reclutas del MK recién entrenados fueron desplegados para proteger las áreas de retaguardia de las FAPLA durante la Operación Alfa Centauri. MK también participó en la Batalla de Cuito Cuanavale, luchando contra una fuerza expedicionaria conjunta de Sudáfrica y UNITA durante la Operación Hooper y la Operación Packer. Al menos 100 cuadros de MK murieron durante la Batalla de Cuito Cuanavale, lo que hizo que ese enfrentamiento fuera de enorme importancia simbólica, ya que fue la mayor pérdida de vidas en la historia de MK. Además, el prestigio de MK dentro de Sudáfrica aumentó enormemente gracias a su participación en una batalla convencional y su aparente disposición a enfrentarse directamente a una fuerza militar sudafricana.

### Rodesia (Zimbabue)
Durante la guerra civil de Rodesia, MK mantuvo una estrecha alianza con el Ejército Revolucionario del Pueblo de Zimbabue (ZIPRA), el brazo armado de ZAPU. MK se interesó en utilizar las rutas de infiltración de ZIPRA para contrabandear suministros a sus combatientes en Sudáfrica y organizó una expedición conjunta con este último en agosto de 1967. Una fuerza combinada MK-ZIPRA fue prácticamente eliminada por las Fuerzas de Seguridad de Rodesia durante la Operación Nickel, y los supervivientes fueron obligados a retroceder a través de la frontera hacia Botsuana y Zambia. El historiador Rocky Williams afirma que MK y ZIPRA "lucharon eficazmente en condiciones difíciles" y que, aunque la incursión fracasó, las autoridades rodesianas se vieron obligadas a recurrir a la asistencia militar clandestina de Sudáfrica para contrarrestarlos.
Respecto a la alianza de MK con ZIPRA, Oliver Tambo declaró: «Hemos tenido estrechas relaciones políticas con ZAPU, que se transformaron en relaciones a nivel militar, hasta que estuvimos en condiciones de luchar juntos. Esta estrecha alianza es la primera de este tipo que se recuerda en el movimiento de liberación. En ningún caso anterior se ha visto una lucha entre luchadores por la libertad provenientes de diferentes territorios».

## Equipamiento
El MK recibió casi todo su equipo militar de la Unión Soviética, aunque otros Estados miembros del COMECON como de la República Democrática Alemana que simpatizaban con la causa del CNA también proporcionaron al movimiento pequeñas cantidades de material. El SACP pudo usar sus contactos políticos en el gobierno soviético para obtener estas armas y fue el principal responsable de la logística del MK desde el comienzo de la lucha armada. La munición soviética jugó un papel crucial en la campaña de sabotaje del MK y en los enfrentamientos guerrilleros con las fuerzas de seguridad sudafricanas. El equipo militar generalmente se contrabandeaba a Sudáfrica desde los estados vecinos donde el CNA operaba en el exilio. Una vez dentro del país, fueron almacenados en importantes centros urbanos donde el CNA gozaba de un gran apoyo político. MK estableció enormes depósitos de armas en Botsuana, Mozambique y Suazilandia para facilitar estas operaciones, y también tenía cantidades más pequeñas de armas almacenadas en Angola, Zambia y Tanzania.
Las entregas de armas soviéticas al MK, valoradas colectivamente en 36 millones de rublos, comenzaron en 1963 y cesaron en 1990. A pesar del cese de la ayuda militar soviética, el MK aún había acumulado suficientes armas convencionales dentro de Sudáfrica para montar una campaña de guerrilla urbana efectiva según fuera necesario para 1991. El arsenal preexistente del movimiento se consideró suficiente para continuar las operaciones contra el estado sudafricano en el futuro previsible en caso de que fracasaran las negociaciones en curso para desmantelar el sistema del apartheid. Los cuadros del MK estaban armados principalmente con rifles de asalto soviéticos AK-47 y carabinas SKS. A fines de la década de 1980, estaba comenzando a complementar ambos tipos de armas con el rifle de asalto AKM ligeramente más moderno que disparaba el mismo cartucho de 7.62 × 39 mm. El MK también recibió más de 6000 Pistolas de varios tipos, principalmente derivadas de la pistola TT-33.
El MK poseía armamento pesado, concretamente 90 lanzacohetes Grad-P portátiles de un solo tubo. La Unión Soviética también suministró al MK más de 40 lanzamisiles tierra-aire 9K32 Strela-2 y 60 sistemas de misiles antitanque 9M14 Malyutka.
Tras la disolución del MK, el movimiento transfirió sus registros logísticos a la recién integrada Fuerza de Defensa Nacional de Sudáfrica (SANDF) para garantizar que el equipo almacenado se inventariara y eliminara adecuadamente.

## Historia
Después de la masacre de Sharpeville en marzo de 1960, el Congreso Nacional Africano (CNA) dio un giro en su política de no violencia. Nelson Mandela (del CNA) y Joe Slovo (del Partido Comunista Sudafricano) fueron nombrados para dirigir la nueva organización clandestina.
El primer atentado de La Lanza de la Nación fue contra la fiesta nacional afrikáner el 16 de diciembre de 1961. Entre 1961 y 1964, La Lanza de la Nación cometió 134 sabotajes, que causaron daños materiales menores.
En 1963, la Policía arrestó a Nelson Mandela y a otros dirigentes de La Lanza de la Nación y del CNA. Fueron juzgados en el proceso de Rivonia.
Tras ese golpe contra su cúpula, La Lanza de la Nación no organizaría su primera operación importante hasta 1967, cuando atacó al ejército sudafricano en Rhodesia (hoy Zimbabue). La Lanza de la Nación recibió ayuda material y logística de los países aliados de la URSS, y en 1975 fue acogida por el gobierno angoleño, a quien ayudó en su guerra contra la invasión del país por Sudáfrica.
Los primeros muertos civiles por atentados de La Lanza de la Nación en Sudáfrica fueron en 1980. En esa década, La Lanza de la Nación organizó varias decenas de atentados contra objetivos industriales y militares. Con cada vez más sudafricanos blancos muertos, el ejército intensificó sus ataques contra los campos de entrenamiento de La Lanza de la Nación en Botsuana y Tanzania.[cita requerida]
En diciembre de 1985, un atentado en la ciudad balneario de Amanzimtoti (Durban) mató a cinco personas, incluidos tres niños. El Congreso estadounidense aprobó incluir a La Lanza de la Nación en la lista de organizaciones terroristas extranjeras (Nelson Mandela permaneció en la lista estadounidense de terroristas hasta el año 2008).
En 1987, la sustitución de Joe Slovo por Chris Hani condujo a un período de tensión entre el CNA y La Lanza de la Nación. Thabo Mbeki, dirigente del CNA, considerando poco efectiva la lucha armada, se mostró partidario de intensificar el diálogo con el gobierno blanco.
La Lanza de la Nación suspendió su actividad en 1990. Tras el fin del apartheid y la llegada del CNA al gobierno, sus miembros fueron integrados en las Fuerzas Armadas sudafricanas. En 1998, el 16 % de los efectivos de las mismas provenían de La Lanza de la Nación.

## Atentados principales
- 1980: Atentado contra la refinería de SASOL en Sasolburg
- 1982: Ataque fallido contra la central nuclear de Koeberg y el
- 1983: Atentado ataque con coche bomba en Church Street, Pretoria que dejó 19 muertos (incluido dos perpetradores) y 217 heridos, siendo el peor ataque realizado por el grupo
- 1986: Atentado con coche bomba en Durban, con (3 muertos)
- 1987: Atentado en el tribunal de Johannesburgo (3 muertos)
- 1988: Atentado de Roodepoort contra el banco Standard (6 muertos)

## En la cultura popular
- En 1984, el álbum del músico Prince Far I Umkhonto we Sizwe (Lanza de la Nación) fue lanzado (póstumamente) en solidaridad con uMkhonto weSizwe.
- En 1987, el álbum recopilatorio benéfico de hardcore Viva uMkhonto! fue lanzado por el sello holandés Konkurrel. En él participaron Scream, Challenger Crew, Morzelpronk, Social Unrest, The Ex, Depraved, Victims Family, B.G.K., Rhythm Pigs, Everything Falls Apart, Kafka Prosess, S.C.A.* y 76% Uncertain.
- El autor y cineasta afroamericano nacido en Zimbabue M. K. Asante Jr. adoptó las iniciales M. K. en honor a uMkhonto weSizwe.
- La canción "#36" de la Dave Matthews Band está dedicada a Chris Hani, el jefe de gabinete de uMkhonto weSizwe que fue asesinado en abril de 1993 y líder del Partido Comunista Sudafricano, e incluye el estribillo: "Hani, Hani, ¿bailarías conmigo?"